# Ken (Sänger)

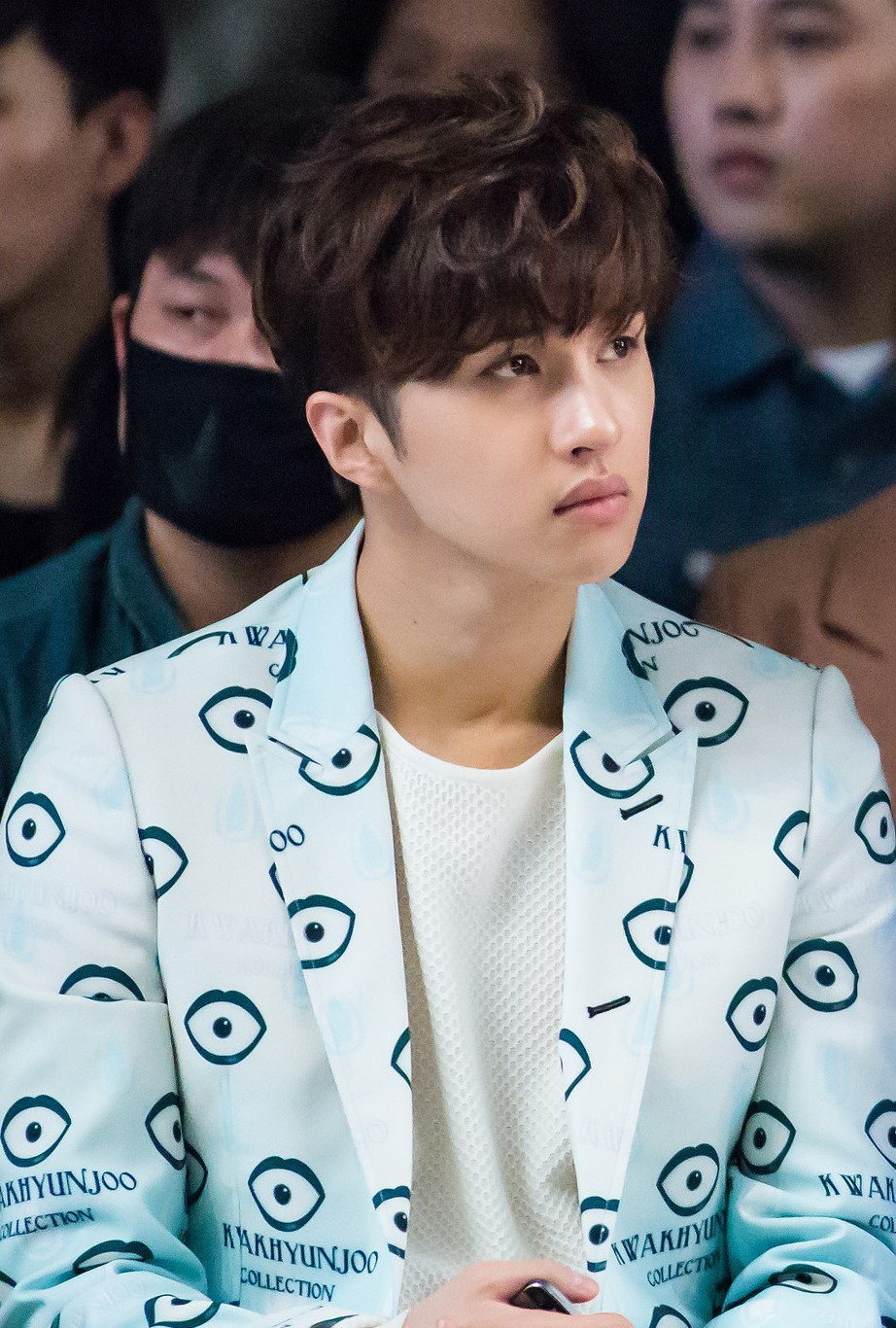
Ken bei der Seoul Fashion Week (2015)

Lee Jae-hwan (koreanisch 이재환, geb. 6. April 1992), besser bekannt als Ken (켄), ist ein südkoreanischer Sänger und Schauspieler, der bei Jellyfish Entertainment unter Vertrag steht. Er ist Mitglied der südkoreanischen Boygroup VIXX und ist für seine einzigartige und gefühlsvolle Stimme bekannt. Seine Schauspielkarriere begann er 2013 in dem MBC Every 1 Comedy-Drama Boarding House No. 24 als Lee Jaehwan.

## Privates
Ken wurde in Jayang-dong, Seoul, Südkorea geboren und hat zwei ältere Brüder. Er hat Praktische Musik an der Baekseok Arts University studiert. Bereits in jungen Jahren nahm er an lokalen Gesangswettbewerben teil, die er großenteils gewann. In der Middle School nahm er mit seinen Freunden an weiteren Wettbewerben teil. Vor seinem Debüt mit VIXX erhielt er mehrere Auszeichnungen für Songwriting.

## Karriere

### 2012–2013: Debüt mitVIXX, Schauspieldebüt und OST
Trotz mangelnder Tanz-Erfahrungen, absolvierte Ken die Auditions bei Jellyfish Entertainment aufgrund seines Gesangstalents. Dort trainierte er fünf Monate, bevor er sein Debüt mit VIXX machte. Während dieser Zeit war er einer von zehn Auszubildenden die in die Mnet-Realityshow MyDOL gewählt wurden und wurde letztendlich Teil der finalen Endaufstellung der neuen Boygroup VIXX. Die Gruppe hatte mit Super Hero am 24. Mai 2012 auf M! Countdown ihr Debüt.
2013 war er mit dem Lied In The Name of Love (사랑이라는 이름으로) auf dem The Heirs OST zu hören. Er war ebenso auf dem Song Ponytail in Kollaboration mit J'Kyun zu hören.
Ebenfalls 2013 war er mit seiner Band in Episode 4 des SBS-TV-Dramas The Heirs – Highschool der Superreichen zu sehen. Im selben Jahr machte er sein Schauspieldebüt in dem MBC-Every-1-Comedy-Drama Boarding House No. 24 als Lee Jaehwan.

### 2014–2015: Gap und Theaterdebüt
2014 trug er mit dem Lied My Girl zum Fated to Love You OST bei.
Am 24. Juni 2015 veröffentlichte er mit Hani das Duett Gap.
2015 wurde Ken Teil der Besetzung des Musicals Chess in der Hauptrolle Anatoly Sergievsky, einem Weltmeister-Schachspieler. Diese Rolle spielte er vom 19. Juni bis zum 19. Juli im Sejong Grand Theater in Seoul. Für diese Rolle musste er in tieferen Registern singen, was ein starker Kontrast zu den hohen Tönen ist, die er bei VIXX singt. Seine kraftvolle Stimme ist in dem Musikvideo zu Anthem zu sehen. Später war er in dem Musikvideo The Fourth Dimension Love der chinesischen Sängers Lu Yu zu sehen. Dieser ist ein Fan von VIXX gewesen und fragte deswegen Ken, ob er die Rolle übernehmen würde.
Im selben Jahr hatte er seine zweite Musical-Rolle in der koreanischen Inszenierung des Cinderella-Musicals, in der Hauptrolle des Prinzen Christophers. Diese Rolle spielte er vom 12. September 2015 bis zum 3. Januar 2016 in dem Chungmu Art Hall im Grand Theater in Seoul und dem Seongnam Arts Center Opera House.

### Seit 2016:Moorim School OSTundOver Sleep
Im Februar 2016 trug er das Lied When I See You (그댈 보면) zu dem Moorim School OST bei. Am 24. Mai wurde bekannt, dass Ken an Yoon Jong-shin’s monatlichen Kollaborationsprojekt Melody Monthly beteiligt sein wird. Die Single Over Sleep wurde am 30. Mai 2016 veröffentlicht. Am 22. Dezember 2016 trug er das Lied Fool (바보야) zu The Legend of the Blue Sea OST bei.

## Diskografie

### EPs
| Jahr | Titel    | Höchstplatzierung, Gesamtwochen, AuszeichnungChartsChartplatzierungen (Jahr, Titel, Platzierungen, Wochen, Auszeichnungen, Anmerkungen) | Anmerkungen                        |
| Jahr | Titel    | KR | Anmerkungen                        |
| ---- | -------- | --- | ---------------------------------- |
| 2020 | Greeting | KR5 (4 Wo.)KR | Erstveröffentlichung: 20. Mai 2020 |

### Singles
| Jahr | Titel Album                                       | Höchstplatzierung, Gesamtwochen, AuszeichnungChartsChartplatzierungen (Jahr, Titel, Album, Platzierungen, Wochen, Auszeichnungen, Anmerkungen) | Anmerkungen                |
| Jahr | Titel Album                                       | KR | Anmerkungen                |
| ---- | ------------------------------------------------- | --- | -------------------------- |
| 2020 | Just For A Moment (10분이라도 더 보려고) Greeting | — | Erstveröffentlichung: 2020 |

### Zusammenarbeiten
| Jahr | Titel Album                                | Höchstplatzierung, Gesamtwochen, AuszeichnungChartsChartplatzierungen (Jahr, Titel, Album, Platzierungen, Wochen, Auszeichnungen, Anmerkungen) | Anmerkungen                                                            |
| Jahr | Titel Album                                | KR | Anmerkungen                                                            |
| ---- | ------------------------------------------ | --- | ---------------------------------------------------------------------- |
| 2013 | Ponytail –                                 | KR93 (1 Wo.)KR | Erstveröffentlichung: 2013 Verkäufe KR (Download): + 21.644 mit J’Kyun |
| 2015 | Gap –                                      | KR25 (2 Wo.)KR | Erstveröffentlichung: 2015 Verkäufe KR (Download): + 92.982 mit Hani   |
| 2016 | Over Sleep –                               | — | Erstveröffentlichung: 2016 mit Yoon Jong-shin                          |
| 2017 | Rose R.EAL1ZE                              | — | Erstveröffentlichung: 2017 mit Ravi                                    |
| 2018 | The Late Regret Kim Hyung Suk with Friends | — | Erstveröffentlichung: 2018 mit Kim Hyung Suk                           |

### Beiträge für Soundtracks
| Jahr | Titel Album                                                    | Höchstplatzierung, Gesamtwochen, AuszeichnungChartsChartplatzierungen (Jahr, Titel, Album, Platzierungen, Wochen, Auszeichnungen, Anmerkungen) | Anmerkungen                                                 |
| Jahr | Titel Album                                                    | KR | Anmerkungen                                                 |
| ---- | -------------------------------------------------------------- | --- | ----------------------------------------------------------- |
| 2013 | In The Name of Love (사랑이라는 이름으로) The Heirs OST Part 3 | KR72 (1 Wo.)KR | Erstveröffentlichung: 2013 Verkäufe KR (Download): + 29.986 |
| 2014 | My Girl Fated to Love You OST Part 5                           | KR73 (1 Wo.)KR | Erstveröffentlichung: 2014 Verkäufe KR (Download): + 23.205 |
| 2016 | When I See You (그댈 보면) Moorim School OST Part. 4           | — | Erstveröffentlichung: 2016 Verkäufe KR (Download): + 23.205 |
| 2016 | Fool (바보야) The Legend of The Blue Sea OST Part.7            | KR78 (1 Wo.)KR | Erstveröffentlichung: 2016 Verkäufe KR (Download): + 44.708 |
| 2018 | I’ll Meet You (나랑 만나볼래요) My Strange Hero OST Part 1     | — | Erstveröffentlichung: 2018                                  |

## Filmografie

### TV-Dramas
| Jahr | Titel                 | Rolle               | Sender      | Anmerkung      |
| ---- | --------------------- | ------------------- | ----------- | -------------- |
| 2014 | Boarding House No. 24 | Lee Jaehwan         | MBC Every 1 | Hauptbesetzung |
| 2016 | Entertainer           | The Show Special MC | SBS         | Cameo-Auftritt |

### TV-Shows
| Jahr | Titel                 | Sender    | Anmerkungen                                                                                           |
| ---- | --------------------- | --------- | --- |
| 2013 | Perfect Singer VS     | tvN       | Episode 16                                                                                            |
| 2015 | 100 People, 100 Songs | JTBC      | Kandidat                                                                                              |
| 2015 | King of Mask Singer   | MBC       | Episoden 11 und 12                                                                                    |
| 2015 | Hello Counselor       | KBS World | Gast mit Shin Sung-woo und CNU (B1A4) (Episode 227)                                                   |
| 2016 | Duet Song Festival    | MBC       | Kandidat mit Choi Sang Yeob (Episoden 3–7 & 16–17) Spezial Gast Duett mit Sandeul (B1A4) (Episode 28) |
| 2016 | Oh My God! Tip        | MBig TV   | Webserie                                                                                              |
| 2016 | Hello Counselor       | KBS World | Gast mit Hongbin (Episode 297)                                                                        |
| 2016 | King of Mask Singer   | MBC       | Diskussionsteilnehmer (Episoden 81 und 82)                                                            |

### Musikvideo-Auftritte
| Jahr | Musikvideo                             | Künstler |
| ---- | -------------------------------------- | -------- |
| 2015 | The Fourth Dimension Love (四次元爱情) | Lu Yu    |

## Musicals
| Jahr    | Titel                         | Rolle              | Anmerkung                       |
| ------- | ----------------------------- | ------------------ | ------------------------------- |
| 2015    | Chess                         | Anatoly Sergievsky | Hauptrolle, koreanische Version |
| 2015–16 | Cinderella                    | Prince Christopher | Hauptrolle, koreanische Version |
| 2017    | Boys Over Flowers The Musical | Goo Jun-pyo        | Hauptrolle                      |